# Музей Брандхорста
Музей Брандхорста (нім. Museum Brandhorst) — художній музей в столиці Баварії. Урочисте відкриття музею відбулося 18 травня 2009 року, для відвідувачів музей відкрився 21 травня 2009 року. Будинок музею розташовується в мюнхенському районі Максфорштадт недалеко від Турецьких воріт і Пінакотеки сучасності. У музеї представлена колекція сучасного мистецтва спадкоємця «Henkel» Удо Брандхорста і його дружини Анетти Брандхорст. Сучасний будинок площею 3200 м² було побудовано за проектом архітектурного бюро Sauerbruch Hutton.
Основними напрямами колекції є твори класичного модернізму, а також роботи художників, що представляють мистецтво після 1945 року. Зокрема, це роботи Енді Воргола, Йозефа Бойса, Дем'єна Герста, Зігмара Польке і Сая Твомблі, якому у музейній будівлі відведено цілий поверх. Музей входить до мюнхенського Ареалу мистецтва.

## Галерея

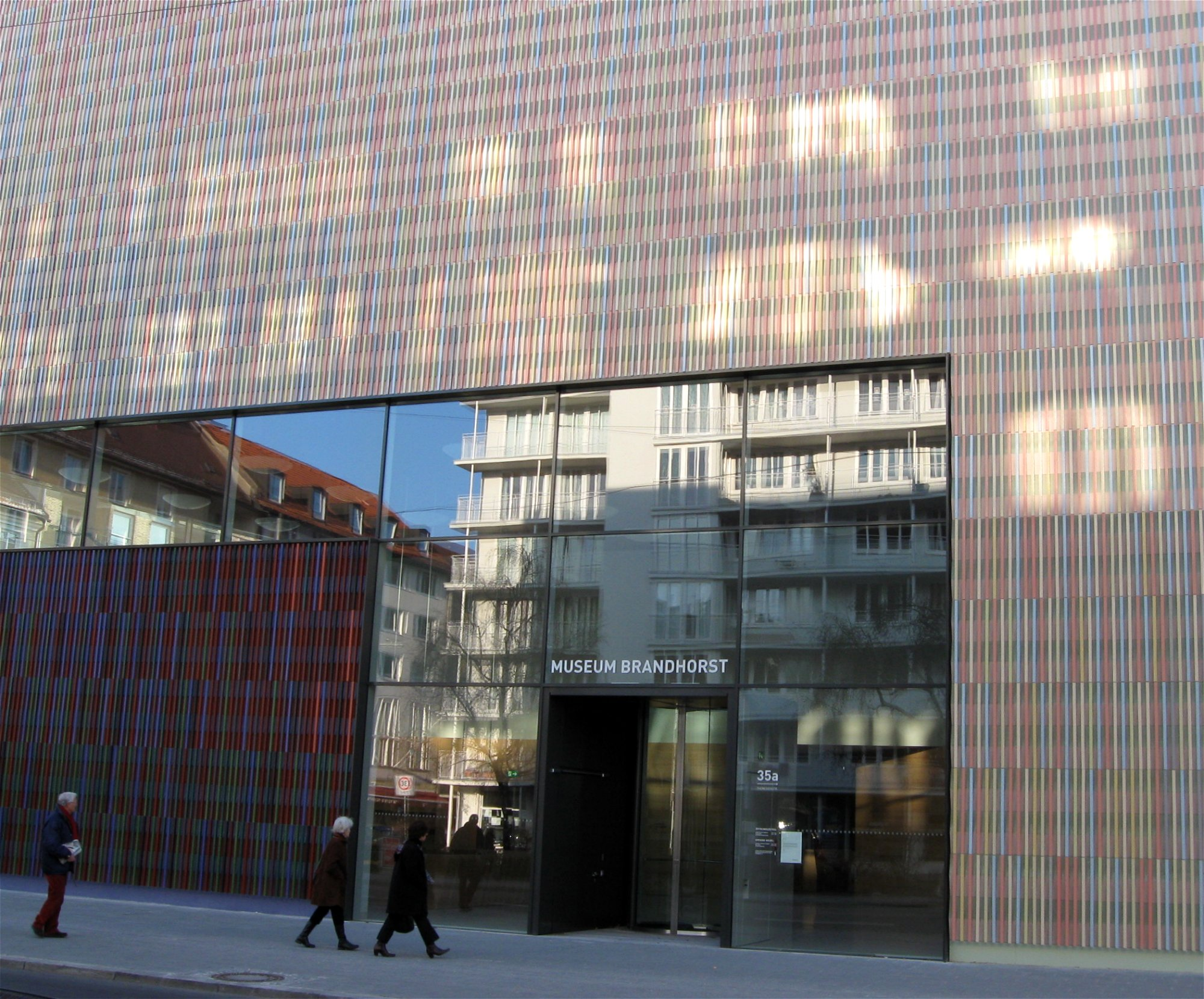
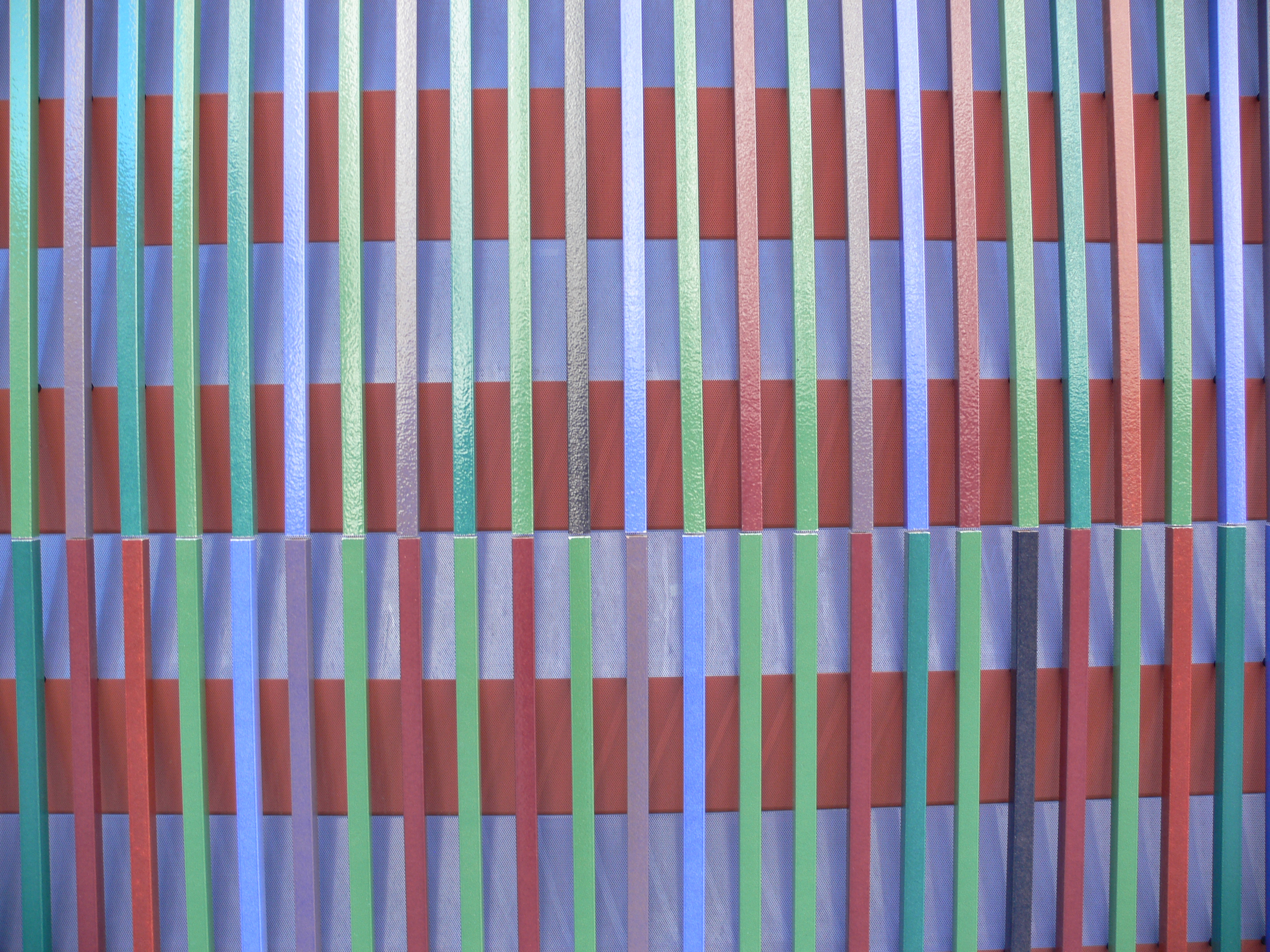
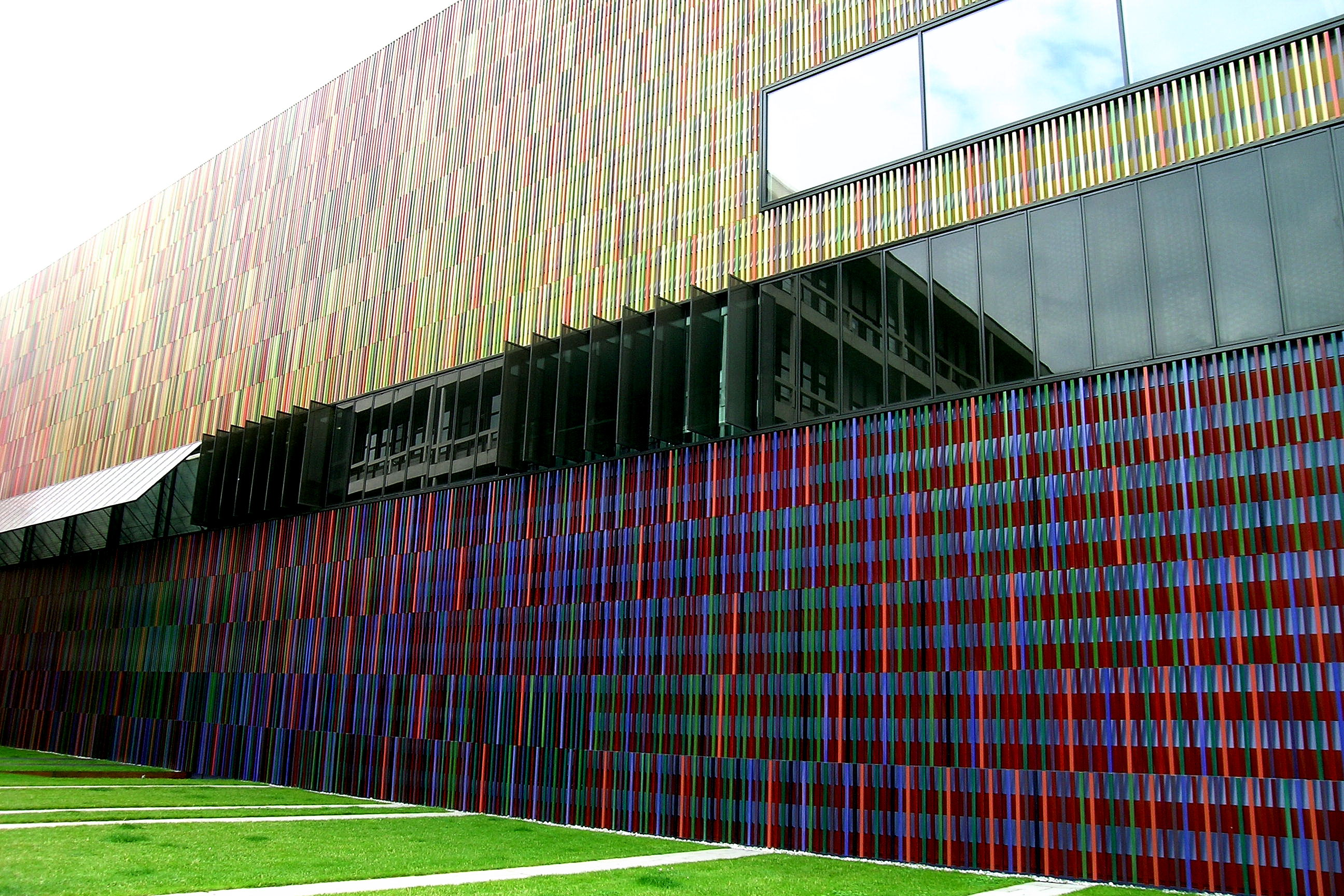
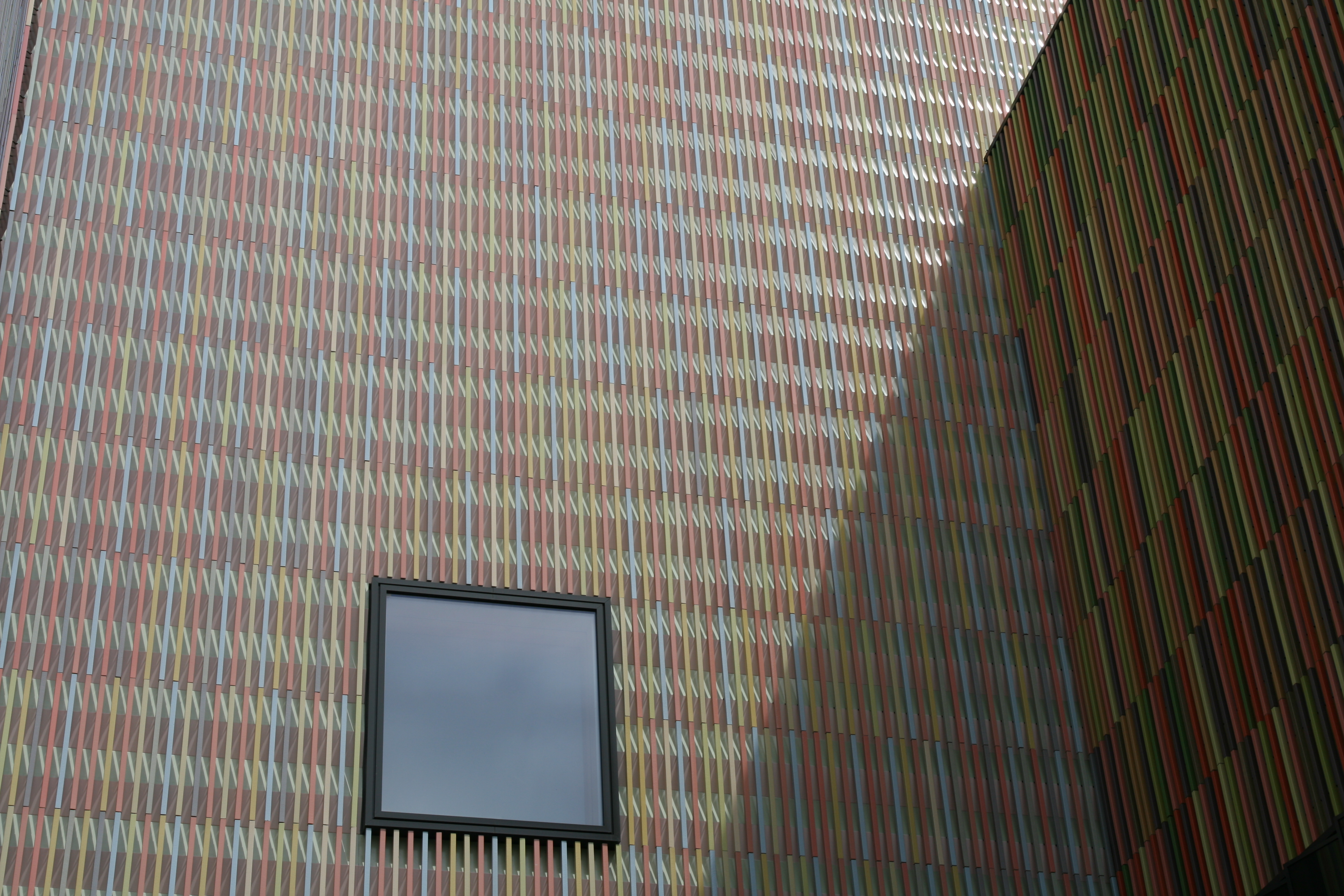
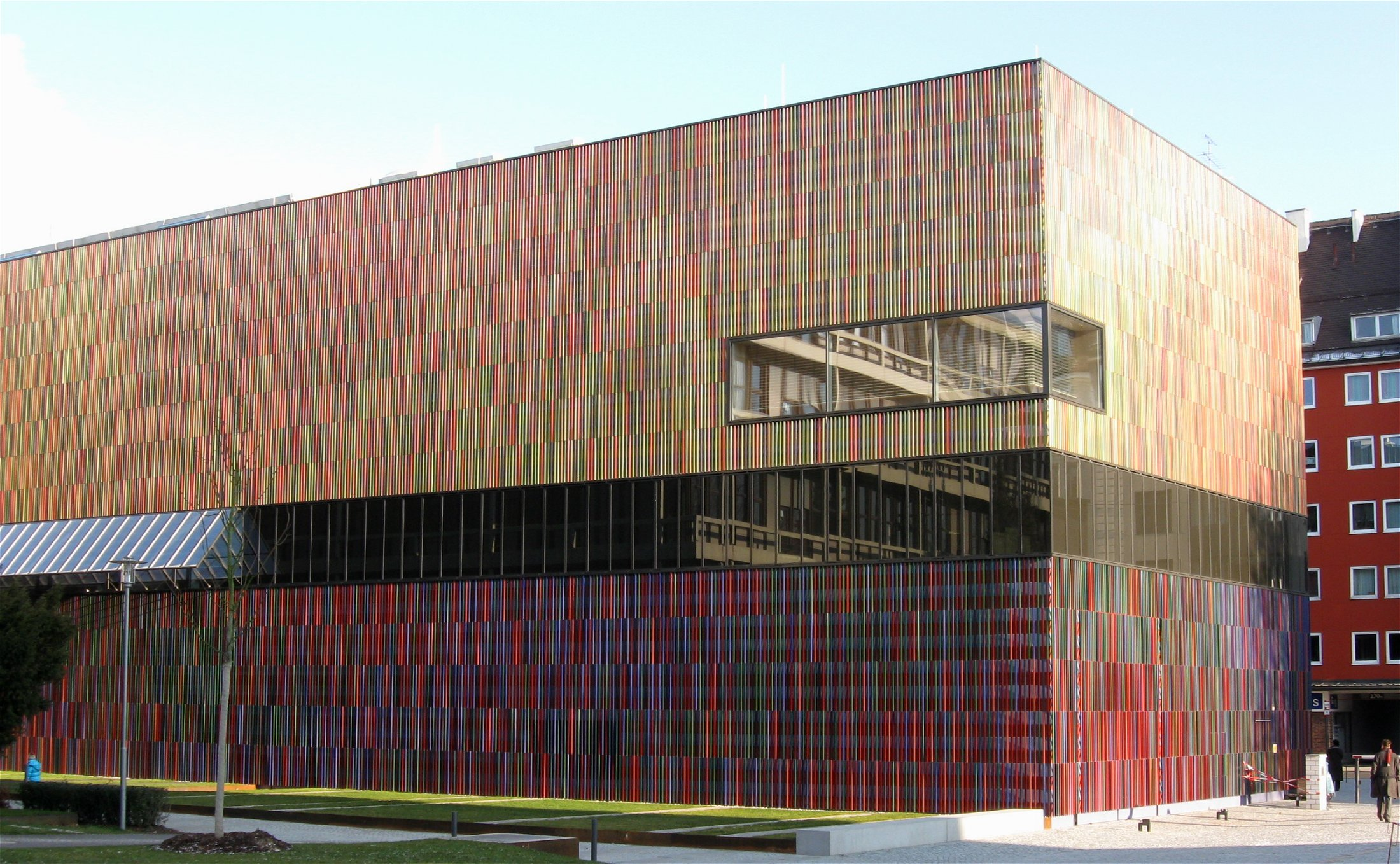
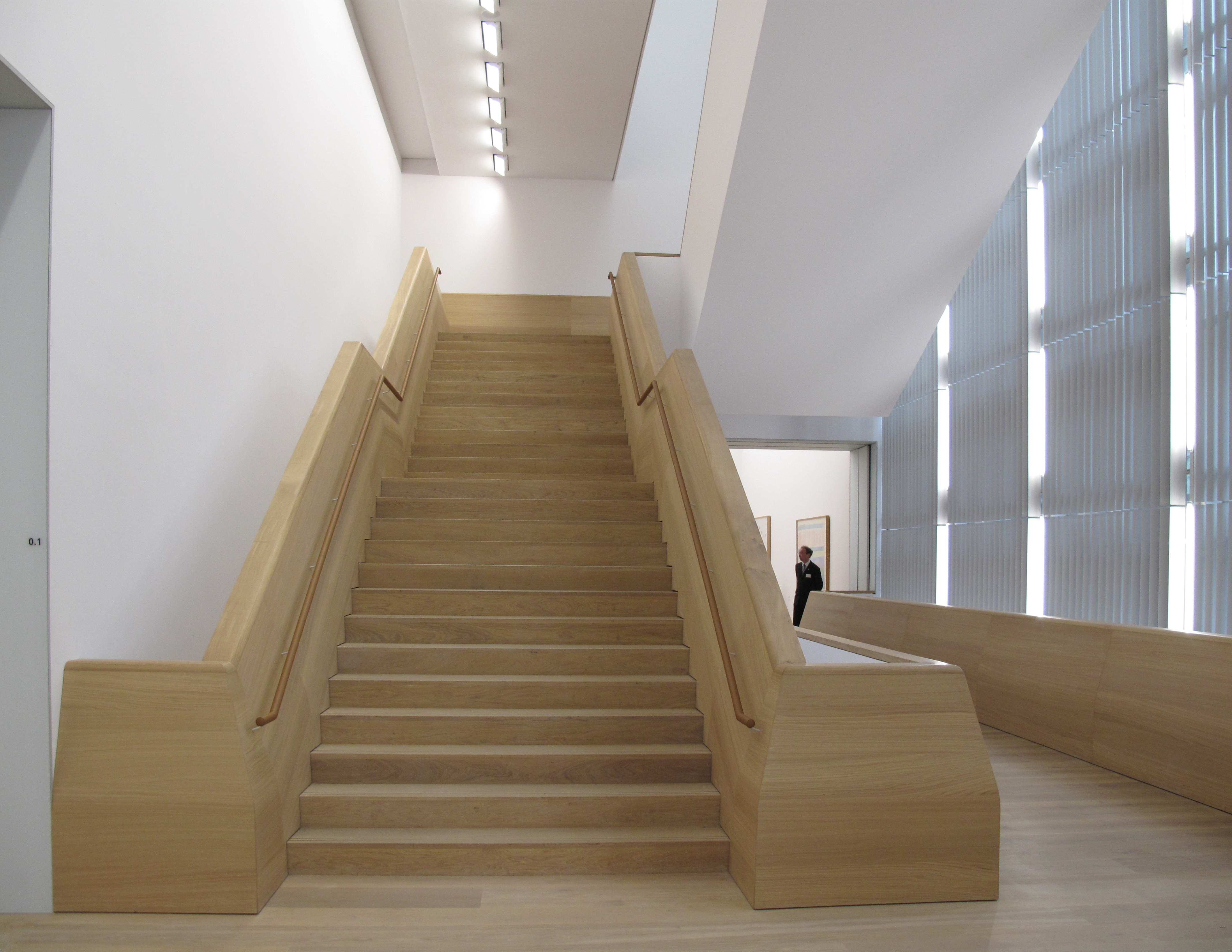
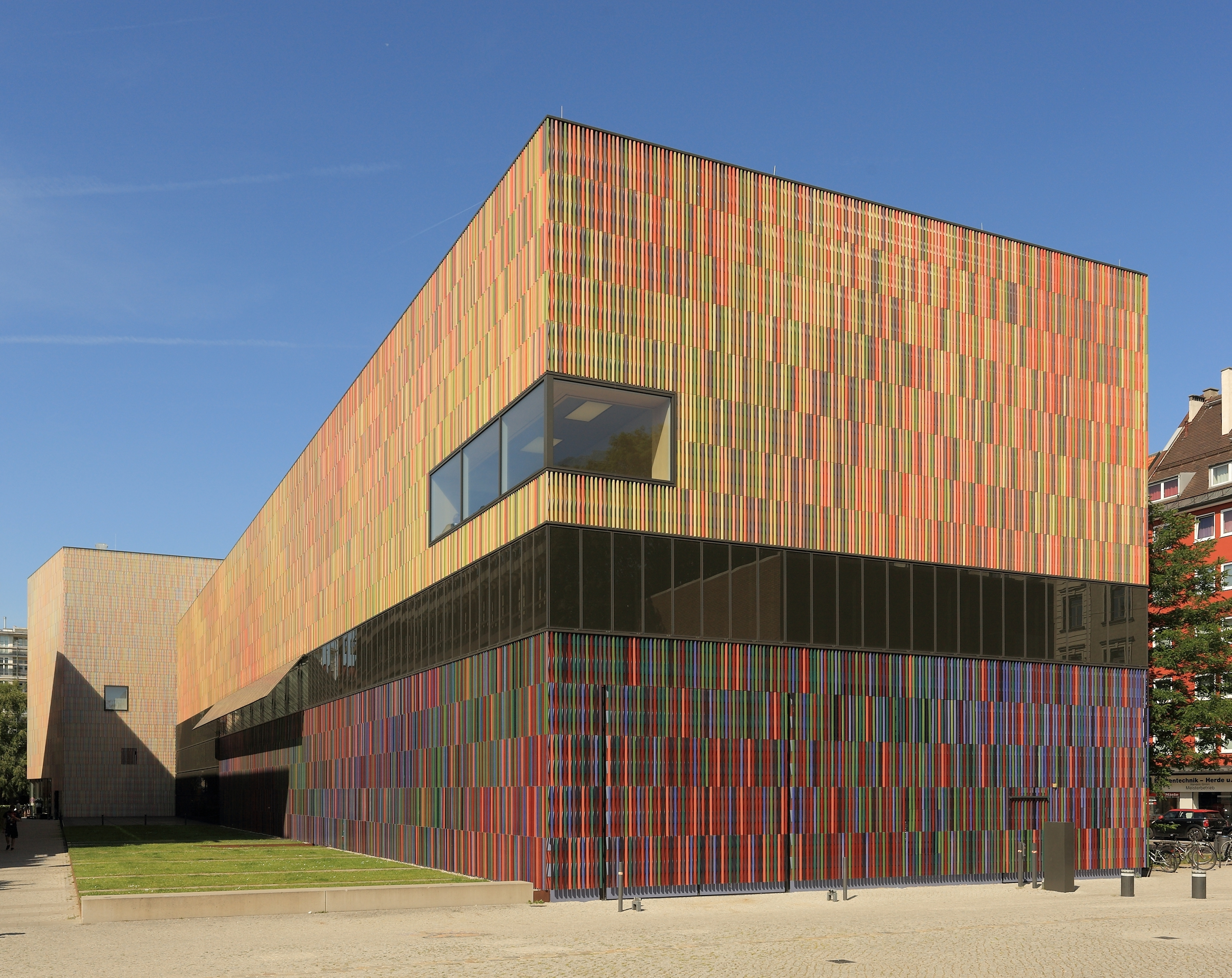
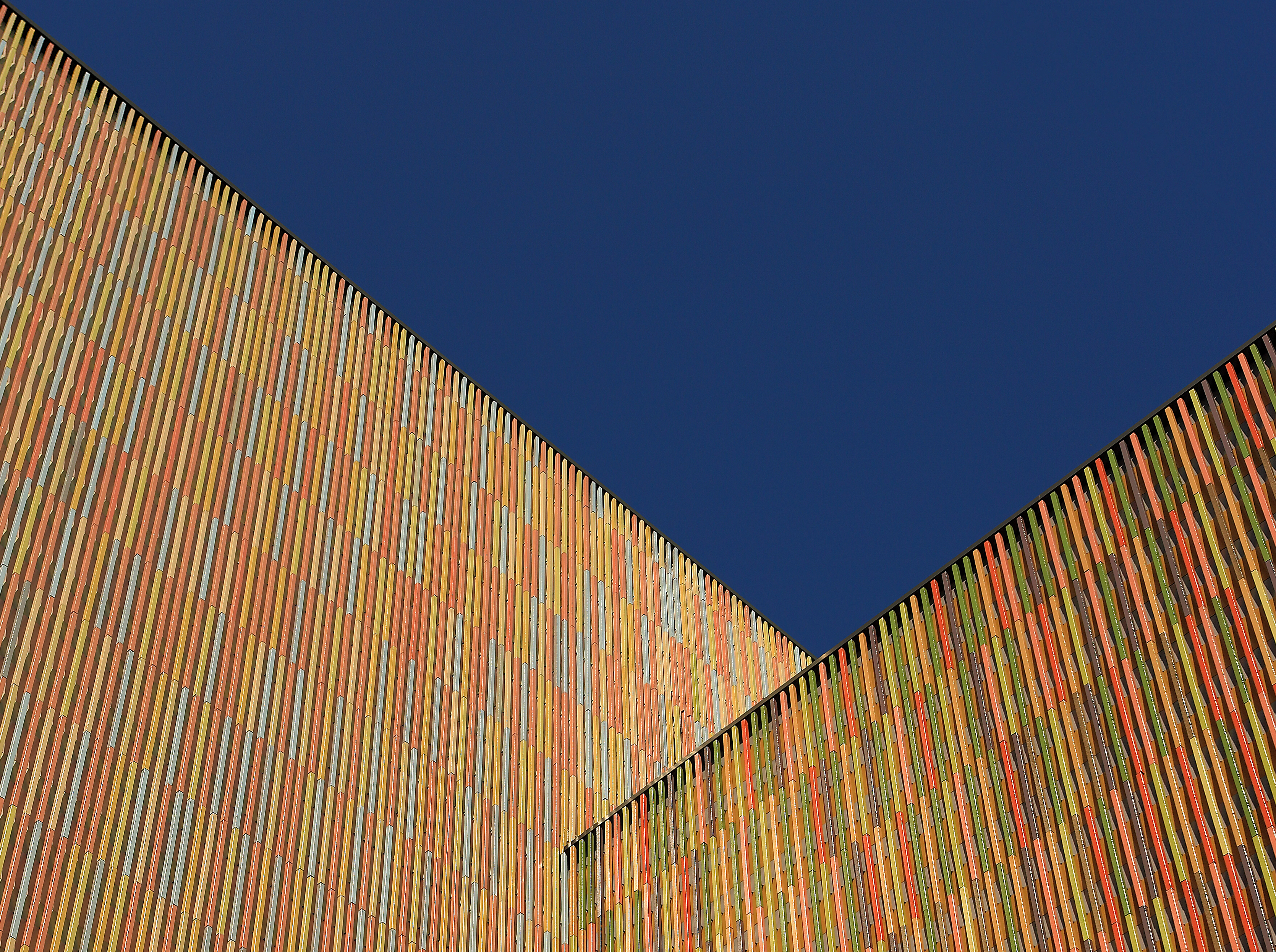